# Спелло
Спелло (італ. Spello) — муніципалітет в Італії, у регіоні Умбрія,  провінція Перуджа.
Спелло розташоване на відстані близько 125 км на північ від Рима, 27 км на південний схід від Перуджі.
На території міста виявлено імператорський культовий храм  IV ст, де язичництво співіснувало з християнством
Населення — 8715 осіб (2014).

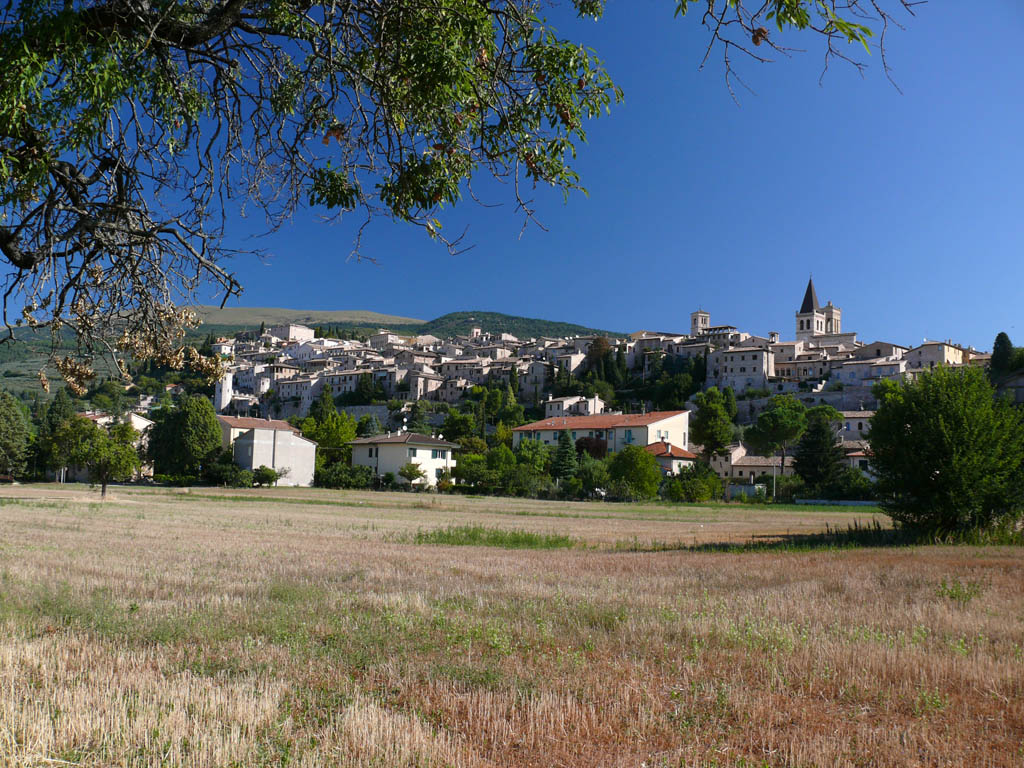

Щорічний фестиваль відбувається 18 травня. Покровитель — San Felice.

## Демографія
Населення за роками:

Станом на 1 січня 2023 року в муніципалітеті офіційно проживало 438 іноземців з 62 країн, серед них 147 громадян країн Євросоюзу та 29 громадян України.

## Сусідні муніципалітети
- Ассізі
- Беванья
- Каннара
- Фоліньйо
- Вальтопіна